# C'era una volta un'estate
C'era una volta un'estate (The Way, Way Back) è un film del 2013 diretto da Nat Faxon e Jim Rash.
Pellicola statunitense sceneggiata dagli stessi registi con protagonista Liam James.

## Trama
Duncan è un quattordicenne timido e riservato, vessato dal nuovo compagno della madre, che mina le sue certezze e la sua autostima. Un'estate, durante una vacanza con la madre, il compagno e la figlia di quest'ultimo, Duncan stringe amicizia col direttore di uno scadente parco acquatico e con tutti gli addetti ai lavori.

## Produzione
Il budget del film si aggira intorno ai 4,6 milioni di dollari.

### Riprese
Le riprese del film iniziano il 28 luglio 2012 e si svolgono nello stato del Massachusetts, tra le città di East Wareham, Onset, Marshfield e Wareham.

### Cast
L'attore Jake Gyllenhaal fu considerato per il ruolo del protagonista, andato poi a Steve Carell.

## Distribuzione
Il primo trailer del film viene diffuso l'11 aprile 2013.
Il film viene presentato al Sundance Film Festival il 21 gennaio 2013, ed in seguito in altri festival cinematografici come il Newport Beach Film Festival, il Sydney Film Festival ed il Los Angeles Film Festival.
La pellicola verrà distribuita nelle sale cinematografiche statunitensi a partire dal 5 luglio 2013, mentre in Italia dal 5 dicembre.

### Divieti
Il film viene vietato ai minori di 13 anni negli Stati Uniti d'America per la presenza di contenuti sessuali, uso di droghe e linguaggio non adatto.

## Riconoscimenti
- 2014 - Critics' Choice Movie Award
  - Candidatura per il miglior giovane interprete a Liam James
  - Candidatura per il miglior film commedia
  - Candidatura per il miglior attore in un film commedia a Sam Rockwell
- 2014 - MTV Movie Awards
  - Candidatura per la miglior performance rivelazione a Liam James